# Neoplesiosauria
De Neoplesiosauria zijn een groep van uitgestorven zeereptielen, behorend tot de Plesiosauria, die leefde tijdens het Mesozoïcum.
In 2010 definieerden Hilary Ketchum en Roger Benson de Plesiosauria als een klade die Augustasaurus hagdorni uitsloot. Dit betekende dat ze een nieuwe term nodig hadden voor de traditionele notie van de plesiosauriërs als de verzameling van de Pliosauridae en de Plesiosauridae. Daarom benoemden ze een nieuwe nodusklade Neoplesiosauria en definieerden die als de groep bestaande uit de laatste gemeenschappelijke voorouder van Plesiosaurus dolichodeirus en Pliosaurus brachydeirus; en al zijn afstammelingen. De naam betekent 'nieuwe plesiosauriërs'.
De Neoplesiosauria omvatten de meeste plesiosauriërs; een uitzondering vormen enkele zeer basale soorten. De groep ontstond vermoedelijk in het Laat-Trias en stierf uit op het eind van het Krijt, zesenzestig miljoen jaar geleden.